# Amt Wölpe

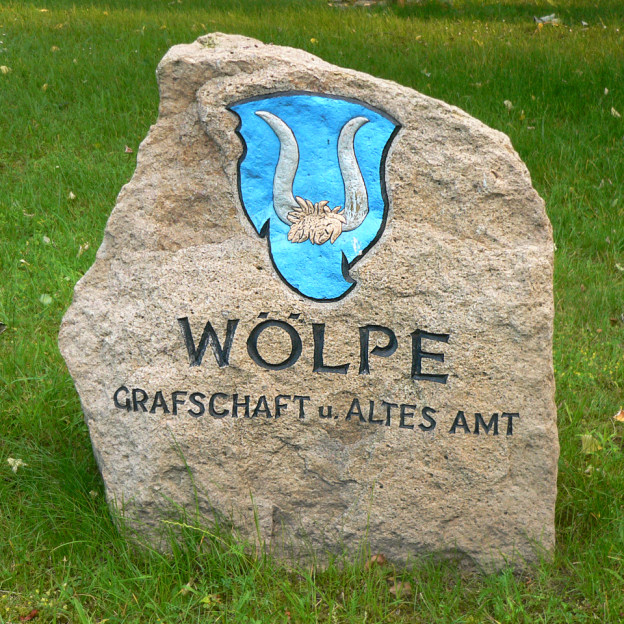
Gedenkstein mit dem Wappen der Grafschaft Wölpe an der Zufahrt zur früheren Burg Wölpe

Das Amt Wölpe war ein aus der Grafschaft Wölpe hervorgegangenes und bis 1859 bestehendes Amt, das seinen Sitz in der Burg Wölpe und der später genannten Domäne hatte. Zum Amt zählten mehrere Orte der Umgebung. Die Welfenherzöge übernahmen im Jahr 1302 die Grafschaft und richteten zur Verwaltung das Amt Wölpe ein. Im Zuge von Einsparmaßnahmen wurde es vom Königreich Hannover 1859 aufgelöst.

## Geschichte
Ursprung des Amtes Wölpe ist die 1151 erstmals erwähnte Burg Wölpe als Sitz der Grafen von Wölpe. Zu Beginn des 13. Jahrhunderts verlegten die Wölper Grafen ihr Festes Haus in das nahegelegene Drakenburg und später nach Neustadt am Rübenberge. Ihre Grafschaft, die auch als Altes Amt Wölpe bezeichnet wird, verkauften sie 1301 an Graf Otto von Oldenburg-Delmenhorst. Dieser wiederum veräußerte die Grafschaft im Jahr 1302 für 6500 Silbermark an den Welfen Herzog Otto II. Er setzte auf der Burg einen Drost als Statthalter ein; daraufhin wurde die Burg zum Sitz des Calenbergischen Amtes Wölpe ernannt.

## Zugehörige Orte
Zum Amt Wölpe gehörten die Kirchspiele Hagen, Heemsen, Holtorf, Husum und Steimbke. In den Kirchspielen gab es folgende Vogteien mit einem Vogt zur Unterstützung des Amtmannes:
- Erste Vogtei: Holtorf, Heemsen, Rohrsen, Gadesbünden
- Zweite Vogtei: Steimbke, Stöckse, Sonnenborstel, Glashof, Wenden, Lohe, Wendenborstel, Klein Varlingen, Laderholz, Vorthoff, Baumühlen, Brunenborstel
- Dritte Vogtei: Borstel, Nöpke, Hagen, Eilvese, Eilveser Damm
- Vierte Vogtei: Husum, Brokeloh, Bolsehle, Linsburg, Schessinghausen, Groß Varlingen, Langendamm

## Aufgaben
Zu den Aufgaben des Amtes Wölpe zählten die Verwaltung der Bauernhöfe und des Waldes, die Instandhaltung der Wege, Brücken und Mühlen sowie des Amtsgebäudes und die Erhebung von Steuern für den Landesherren und die niedere Gerichtsbarkeit.

## Amtssitz

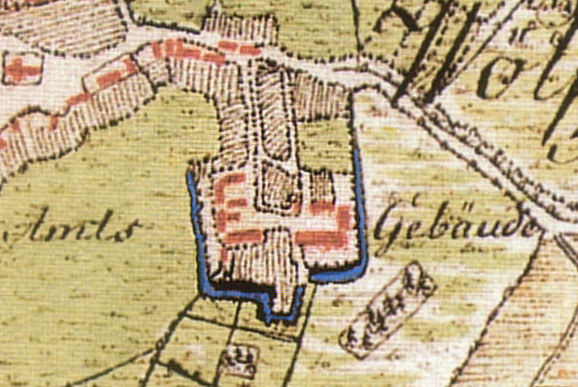
Lage von Schloss Wölpe mit Amtshof im Jahre 1778

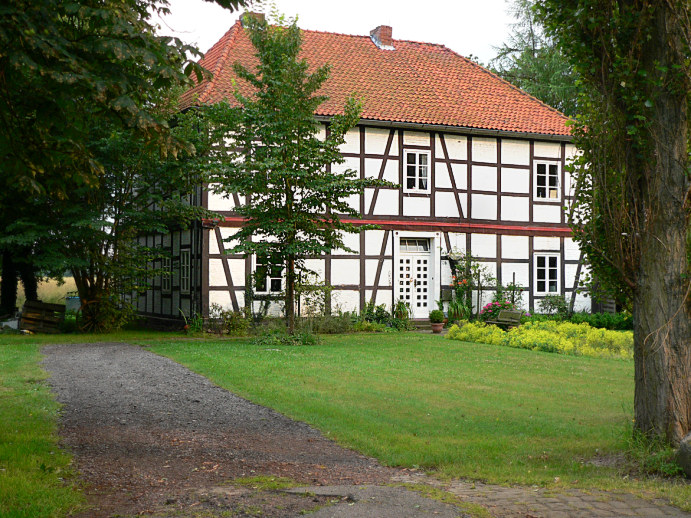
Früheres Amtsgerichtsgebäude nahe dem Amtshof

Der Amtssitz befand sich in der Burg Wölpe, die während der Hildesheimer Stiftsfehde zwischen 1519 und 1523
zerstört und danach von Herzog Erich I. als Schloss wieder hergerichtet wurde. Im Dreißigjährigen Krieg wurde das Schloss Wölpe mit dem Amtshof 1625 von Söldnertruppen des Feldherrn Tilly erobert und beschädigt. Wegen der Schäden wurde das Schloss nach dem Krieg geschleift und 1649 zum Amtsgebäude umgestaltet. Der Amtshof wurde zur Domäne, zu der etwa 150 Hektar Land und 30 angestellte Personen gehörten, umgewandelt. Aufgrund wirtschaftlicher Unrentabilität wurde die Domäne an einen Beamten verpachtet. Der Amtshof auf dem Burghügel verschwand einige Jahre nach der Auflösung des Amtes im Jahr 1859 durch Abriss wegen Baufälligkeit.
Im 19. Jahrhundert entstand an derselben Straße ein weiteres Amtsgebäude, das heute noch besteht. Es ist das ehemalige Amtsgerichtsgebäude, das an der Hauptstraße (der Zufahrt zum Burghügel) liegt. Es diente lange Jahre als Försterei und ist heute ein Wohnhaus. Die Siedlung Wölpe unweit des Amtshofes hatte im 19. Jahrhundert etwa 100 Bewohner.

## Amtmänner
- vor 1715: Johann Christoph Philipp von Windheim (1659–1721), Amtmann
- 1723–1750: Hermann Ludewig Voigt, Amtmann
- 1802–1823: Leopold Otto Meyer (1744–1823), Amtmann, später Oberamtmann
- 1823–1837: Ernst Ludwig Clausen, Amtmann, ab 1828 Oberamtmann
- 1837–1844: Friedrich August Mejer, Amtmann
- 1844–1854: Pauol Albert Schilgen, Amtmann
- 1855–1859: Friedrich Ernst Ostermeyer, Amtmann